# Condylostylus pedestris
Condylostylus pedestris är en tvåvingeart som beskrevs av Becker 1922. Condylostylus pedestris ingår i släktet Condylostylus och familjen styltflugor. Inga underarter finns listade i Catalogue of Life.